# Valdepeñas de Jaén
Valdepeñas de Jaén ist eine südspanische Gemeinde (municipio) mit 3.556 Einwohnern (Stand: 2024) im Westen der Provinz Jaén in der Autonomen Gemeinschaft Andalusien.

## Lage und Klima
Valdepeñas de Jaén liegt gut 27 Kilometer (Fahrtstrecke) südsüdwestlich vom Stadtzentrum von Jaén in einer Höhe von ca. 920 m. Im Nordosten liegt die Talsperre Embalse de Quiebrajano.

## Bevölkerungsentwicklung
| Jahr      | 1970  | 1980  | 1990  | 2000  | 2010  | 2020  |
| Einwohner | 6.040 | 5.112 | 4.568 | 4.375 | 4.091 | 3.646 |

## Sehenswürdigkeiten
- Jakobskirche (Iglesia de San Pedro Apóstol)
- Wallfahrtsort Chircales
- Sebastianskapelle
- Mühlenmuseum (Wassermühle von 1540)
- alter Bischofspalast aus dem 17. Jahrhundert
- Brücke von Santa Ana

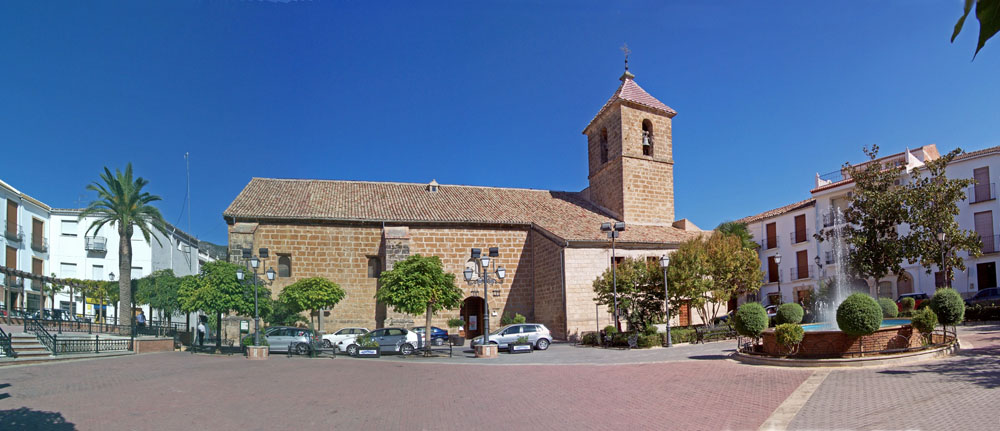
Jakobskirche
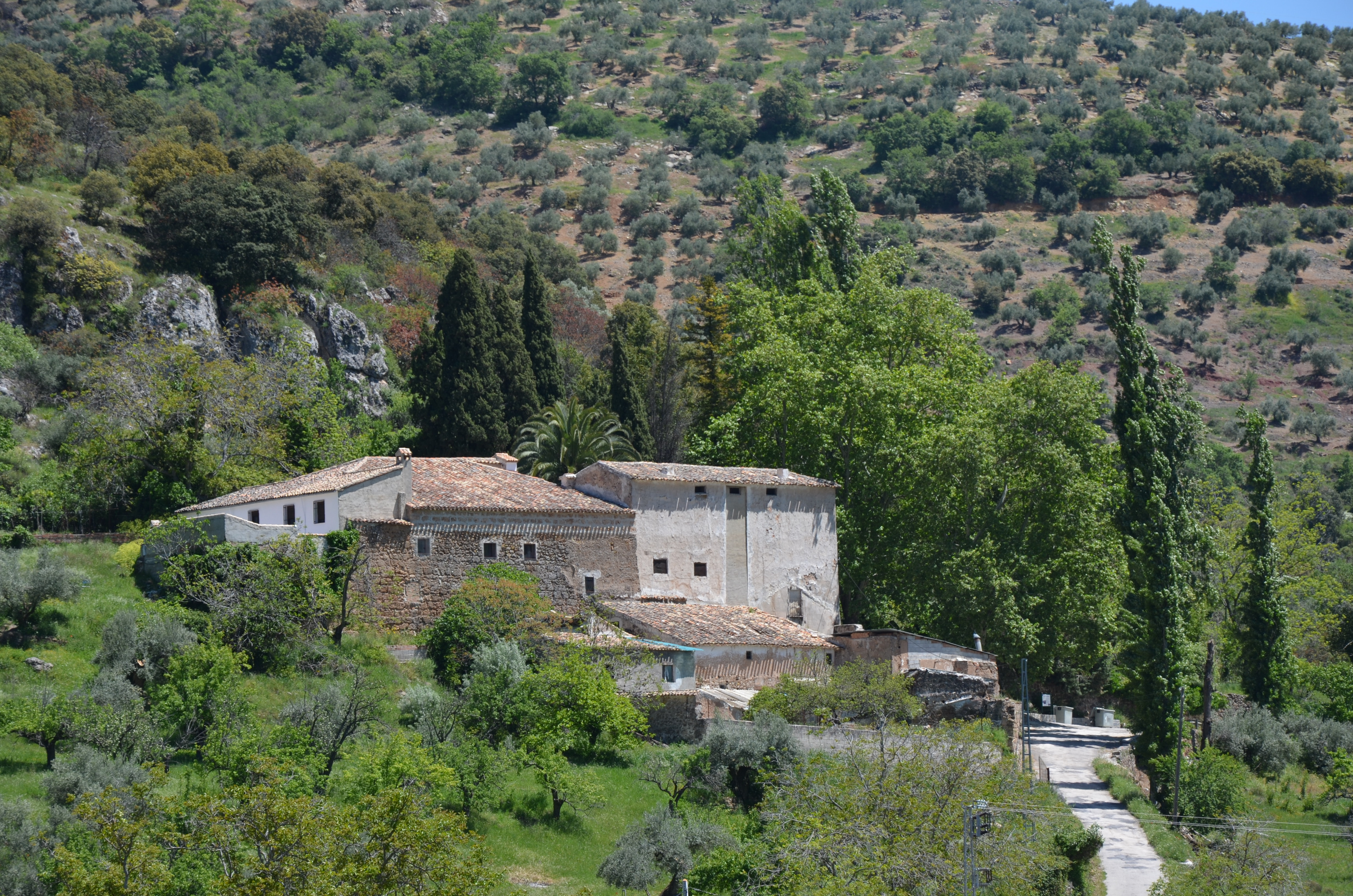
Wallfahrtsort des Heiligtum von Chircales
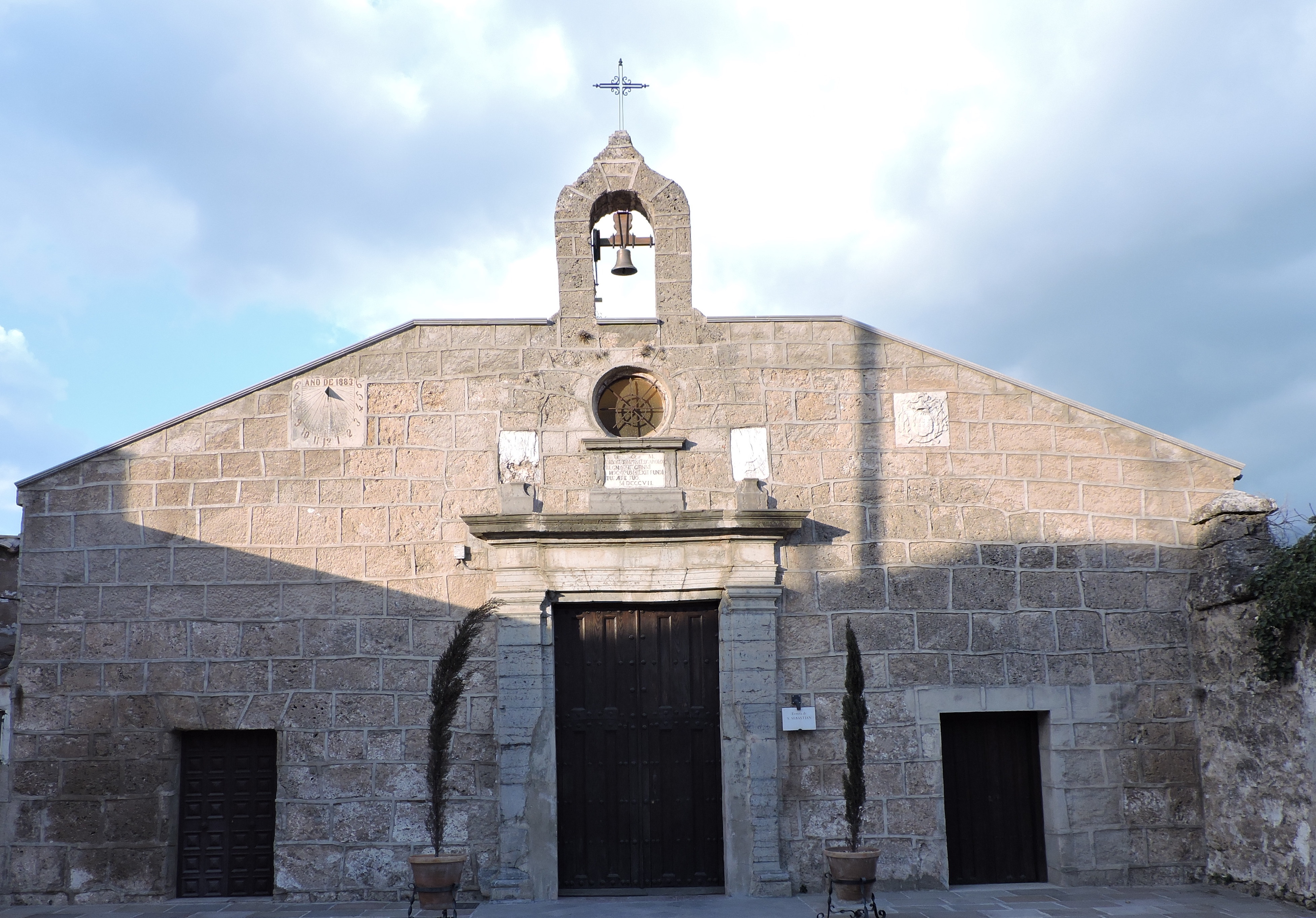
Sebastianskapelle
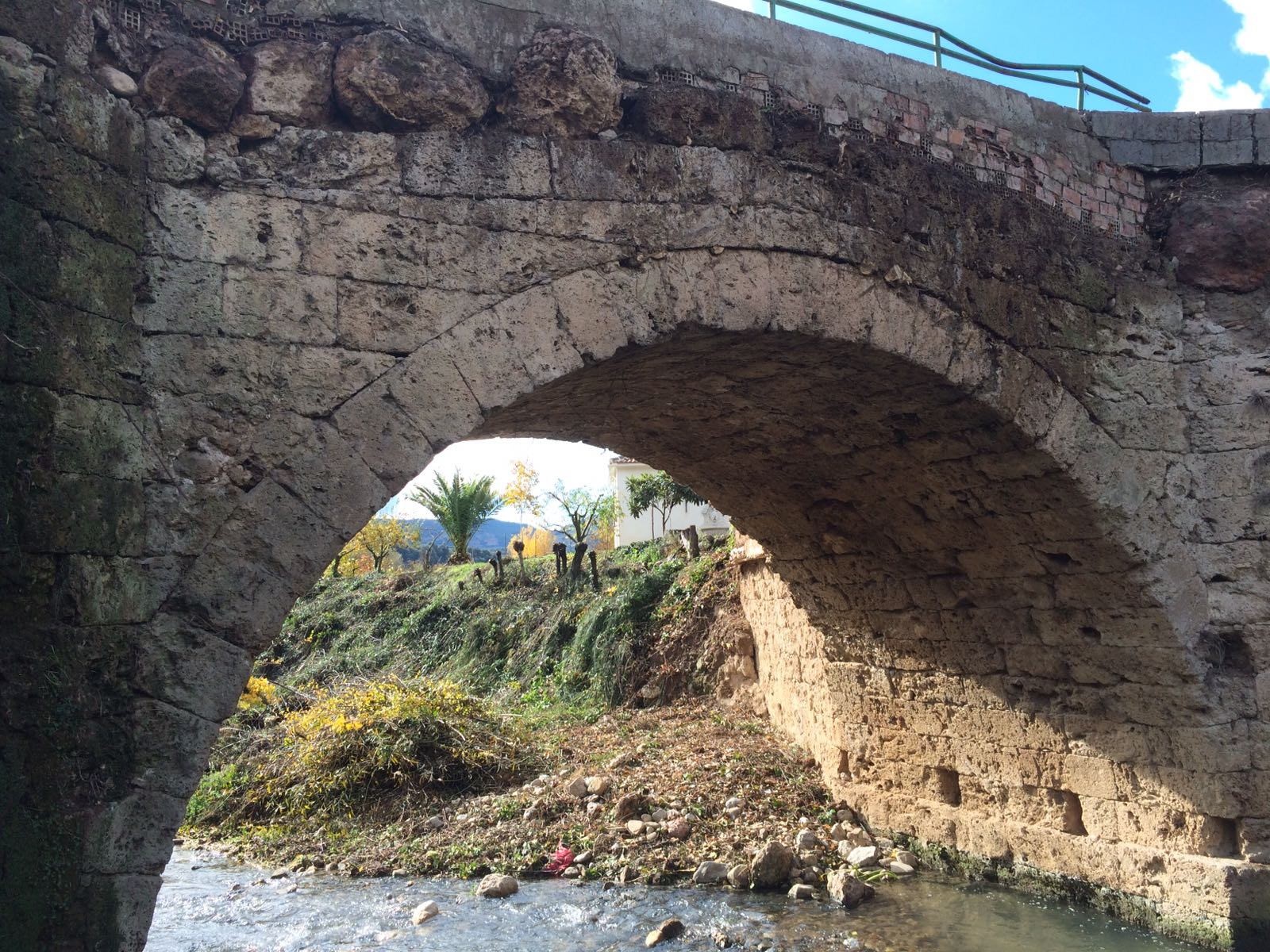
Brücke von Santa Ana
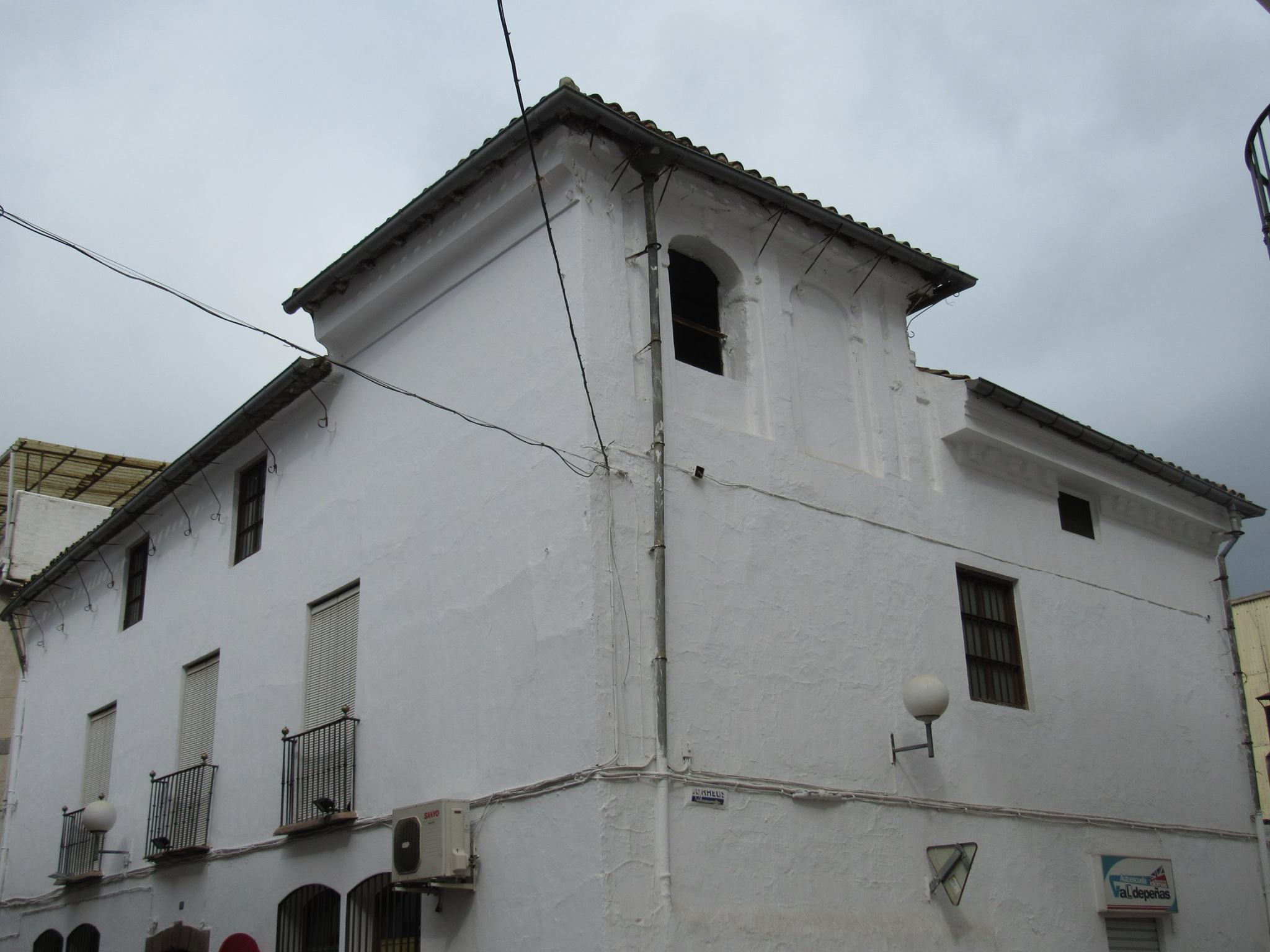
Bischofspalast
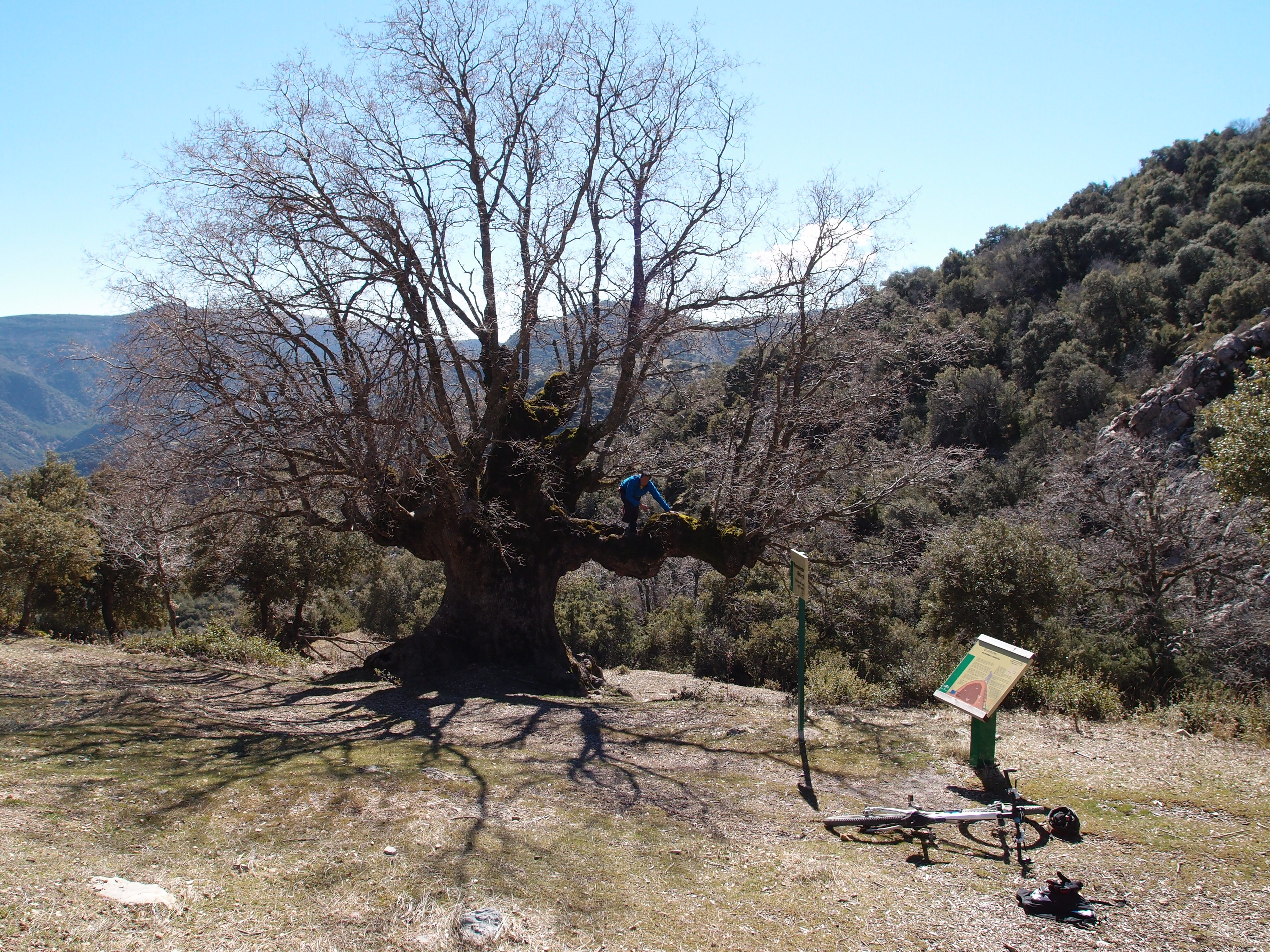
Eiche – Quejigo del amo Naturdenkmal

## Persönlichkeiten
- Pedro Ruiz Malo de Molina (1576–1612), Theologe
- Dionisio Jordán Infante (1887–1963), Maler
- Félix Martínez Cabrera (1928–2022), Priester und Kirchenrechtler, Diözesanadministrator von Jaén (1970–1971)

## Gemeindepartnerschaft
Mit der spanischen Gemeinde Fondón in der Provinz Almería besteht eine Partnerschaft.

## Sport
Valdepeñas de Jaén war mehrfach Etappenort der Vuelta a España (2010, 2011, 2013).